# Heterotis rupicola
Heterotis rupicola är en tvåhjärtbladig växtart som först beskrevs av Ernest Friedrich Gilg och Adolf Engler, och fick sitt nu gällande namn av Jacq.-fél.. Heterotis rupicola ingår i släktet Heterotis och familjen Melastomataceae. Inga underarter finns listade i Catalogue of Life.